# 541982 Grendel
541982 Grendel è un asteroide della fascia principale. Scoperto nel 2012, presenta un'orbita caratterizzata da un semiasse maggiore pari a 2,5928664 au e da un'eccentricità di 0,2889357, inclinata di 29,74161° rispetto all'eclittica.